# تالاب استیل
تالاب استیل تالابی است که در ۷ کیلومتری شهر آستارا و در حاشیه جاده آستارا به تالش قرار دارد. این تالاب یکی از مناطق نمونه گردشگری و توریستی شهر آستارا به‌شمار می‌رود.

## ریشۀ نام
طبق تعریف بومی ها استیل لفظ محلی و طالشی خوانده شدۀ واژۀ استخر است. طالشان به استخر استِل یا استیل (گویش مرکزی و شمالی: رضوانشهر، تالش، آستارا، لنکران و ...) یا استلخ (گویش جنوبی: فومن، شفت و رودبار و ...) می گویند.

## پیشینه
اهمیت اکو توریستی این تالاب از جهت نزدیکی به جاده، تنوع چشم‌اندازهای طبیعی همچون کوهستان، جنگل و مزارع و کشتزارهای اطراف دو چندان می‌شود. ضلع‌غربی تالاب، پوشیده از جنگل و پوشش‌های سبز گیاهی است و در ضلع شرقی آن درختان توسکای شناور منظره بسیار جالب توجهی را بوجود آورده است که در بهار و تابستان استراحتگاه مسافران بوده و از نظر گردشگری یکی از جاذبه‌های مهم تلقی می‌شود.
تالاب استیل ۱۳۸ هکتار وسعت دارد و از مکان‌های گردشگرپذیر استان گیلان است. این تالاب یکی از مهمترین قطب‌های گردشگری در شهر آستارا است که افزون بر کارکردهای زیستی و طبیعی از جنبه‌های اقتصادی- اجتماعی نیز بسیار مهم است. قرار گرفتن این تالاب در بین جاده و کوه اسپینه و همسایگی با هتل بین‌المللی از جاذبه‌های توریستی استان گیلان است و سالانه تالاب استیل پذیرای هزاران پرنده مهاجر و جوجه‌آوری این پرندگان در این تالاب است.

## گونه‌های جانوری و گیاهی
از ویژگی‌های مهم این تالاب وجود ماهیان مشهوری مانند کپور و اردک ماهی است همچنین این تالاب طبیعی جایگاه پرندگان کمیاب بوده که برای زاد و ولد از اروپای مرکزی، ماورای خزر و مناطق قطبی به این منطقه مهاجرت می‌کنند که مهم‌ترین آن چینگیر نوک‌سرخ است.
وجود درختان توسکا در این تالاب، جلوه‌ای دیدنی به آن بخشیده است. از ویژگی‌های تالاب استیل آستارا این است که درختان این تالاب به علت اینکه ریشه آن‌ها در آب قرار دارد، همواره در پهنای تالاب جابه‌جا می‌شوند و حرکت می‌کنند. به همین علت، تالاب استیل به تالاب درختان شناور هم معروف است.

## چالش‌های زیست‌بومی
از سال ۱۳۸۴ تالاب استیل به عنوان یکی از پنج منطقه نمونه گردشگری استان گیلان شناخته شده است؛ ولی معضل تالاب استیل به مانند بسیاری دیگر از تالاب‌های موجود در داخل استان گیلان و کشور به مانند تالاب انزلی و تالاب کیاکلایه کم‌آبی می‌باشد که در مورد تالاب استیل استفاده بی‌رویه از آب این زیستگاه طبیعی برای آبیاری شالیزارهای منطقه آستارا مشکل مهم و اساسی به‌شمار می‌رود.
در پاییز ۱۳۹۳ اداره کل حفاظت محیط زیست استان گیلان اعلام کرد که: بارش بی‌سابقه باران، وسعت تالاب استیل را به مساحت واقعی سه دههٔ گذشته رسانید.

## نگارخانه

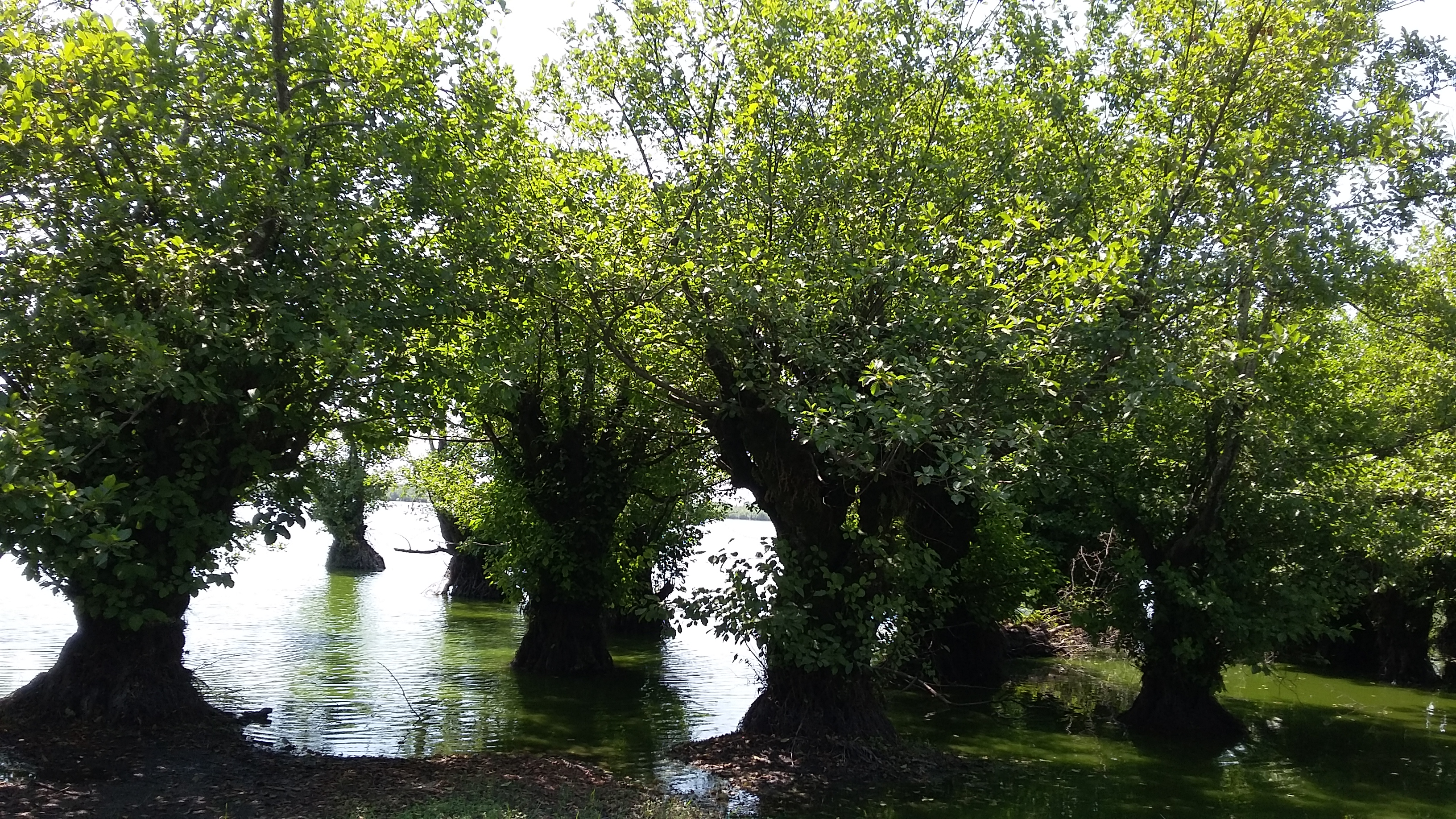
پوشش‌های گیاهی تالاب استیل
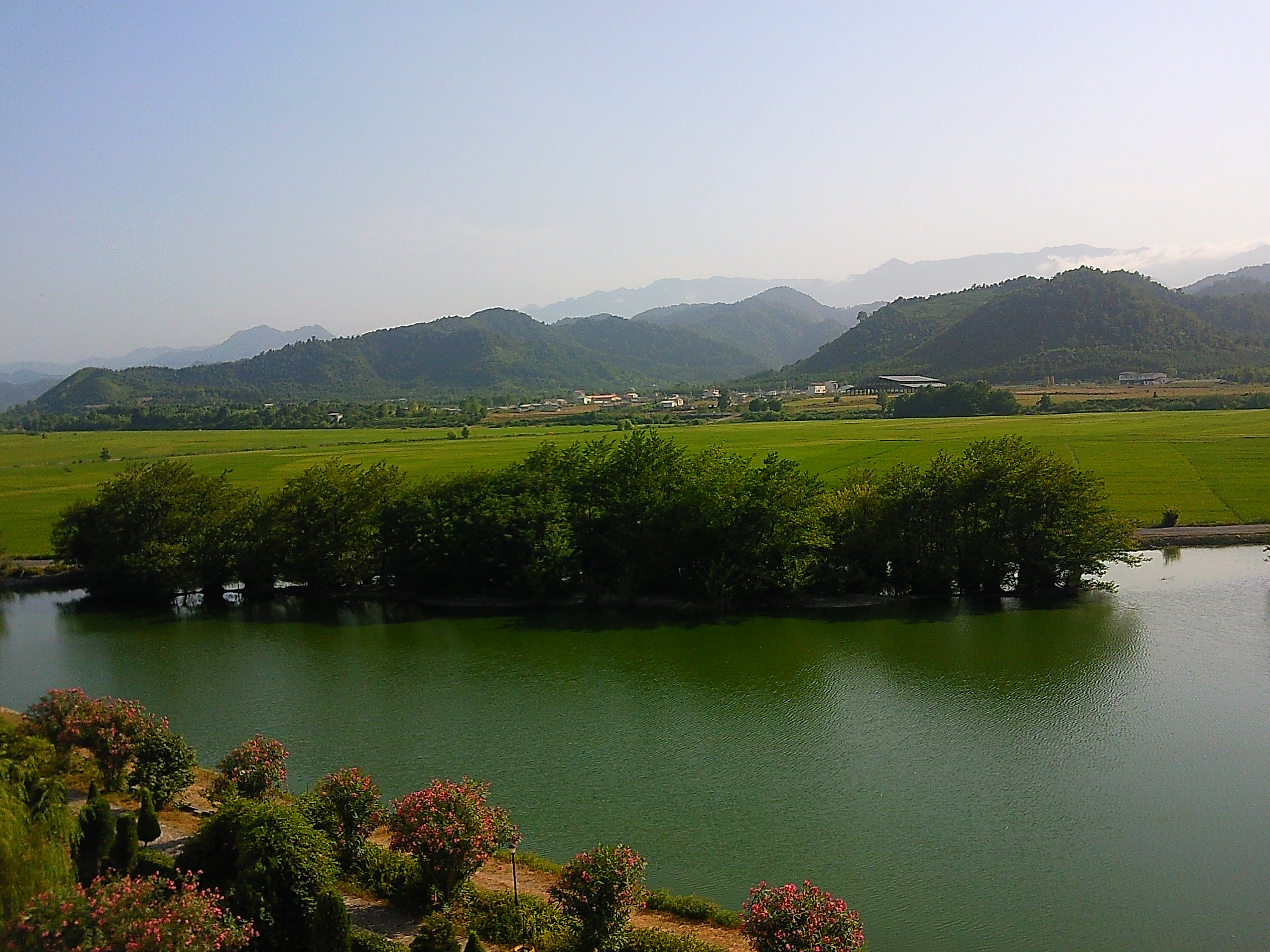
تالاب استیل